# Jakov Volček
Jakov Iosifovič Volček (rusky Яков Иосифович Волчек) (17. dubna 1912, Vitebsk – listopad 1988) byl ruský sovětský prozaik, dramatik a scenárista.

## Život
Volček se narodil v běloruském městě Vitebsk v rodině hudebníka a divadelního režiséra. Rodina se často stěhovala z místa na místo podle toho, kde otec právě pracoval. Po skončení střední školy pracoval Volček v dolech jako horník a kovář. Poté vystudoval Rostovskou universitu a od roku 1931 pracoval jako novinář např. v Komsomolské pravdě. Byl také dopisvatelem TASSu v Arménii. Roku 1943 se stal členem Svazu sovětských spisovatelů. Roku 1967 podpořil požadavek Alexandra Solženicina na zrušení cenzury.

## Dílo

### Próza
- Проводник С.Р.С., tj. Проводник служебно-розыскных собак (1956, Psovod služebních vyšetřovacích psů, česky jako Na stopě), příběhy z běžného života sovětských milicionářů v oblasti Kavkazu, kdy jim při různých akcích pomáhají cvičení psi.
- Рассказы о капитане Бурунце (1959, Povídky o kapitánovi Buruncovi), sbírka povídek o kapitánovi milice
- Карай (1963, Karaj), román, který se odehrává v hornaté oblasti Arménie a jehož hrdinou je služební pes Karaj a jeho psovod.
- Сын Карая (1963, Syn Karaje), volné pokračování románu Карай.
- Мои учителя (1963, Moji učitelé), povídky.

### Divadelní hry
- Заглянуть в колодец (1965, Nahlédnout do studny),
- Судебная хроника (1966, Soudní kronika),
- Мера истины (1967, Míra pravdy),
- Сочтемся славою... (1970),
- Голос крови (1972, Hlas krve),
- Снятый и назначенный (1977),
- КПД одержимости (1978),
- Мера истины (1978, Míra pravdy).

### Filmové scénáře
- Песня первой любви, arménsky Arajin siro yerge (1958, Píseň první lásky), arménský sovětský film, režie Laert Vagaršjan a Jurij Jerzinkjan.
- Ноль три estonsky Null kolm (1963, Nula tři), estonský sovětský film, režie Igor Jelcov.

## Česká vydání
- Na stopě, Naše vojsko, Praha 1958, přeložil Karel Richter.
- Karaj, SNDK, Praha 1967, přeložila Jarmila Wagsteinová.
- Karaj na stopě, Albatros, Praha 1981, přeložila Miena Karlová, obsahuje Karaj a Syn Karaje.